# Gerlóczy Zsigmond (orvos)
Dr. alsóviszokai Gerlóczy Zsigmond (Pest, 1863. június 25. – Budapest, 1937. szeptember 9.) magyar orvos, egyetemi tanár, a II. osztályú Magyar Érdemrend, a Vörös h. és. II. osztályú és a porosz Vöröskereszt II. és III. osztályú díszjelvényének tulajdonosa,  Budapest közkórházainak központi igazgatója, egészségügyi főtanácsos, felsőházi tag.

## Családja és származása
Az alsóviszokai Gerlóczy családban született, amely egy régi horvátországi birtokadományos nemesi család; ez a család eredetileg a Mattekovich vezetéknevet viselte de 1848-ban Mattekovich Imre felvette a "Gerlóczy" vezetéknevet. Apja alsóviszokai Gerlóczy Károly (1835–1900), királyi tanácsos, Budapest székesfővárosi alpolgármester, a III. osztályú vaskoronarend és a francia becsületrend lovagja, a perzsa nap- és oroszlánrend tulajdonosa, az Országos Magyar iskolaegyesület elnöke, a Nemzeti Zenede és a Budapesti Önkéntes Mentőegyesület másodelnöke. anyja munkácsi Barkassy Amália (1841–1937) volt. Gerlóczy Géza belgyógyász és Gerlóczy Gedeon építész apja.

## Életpályája

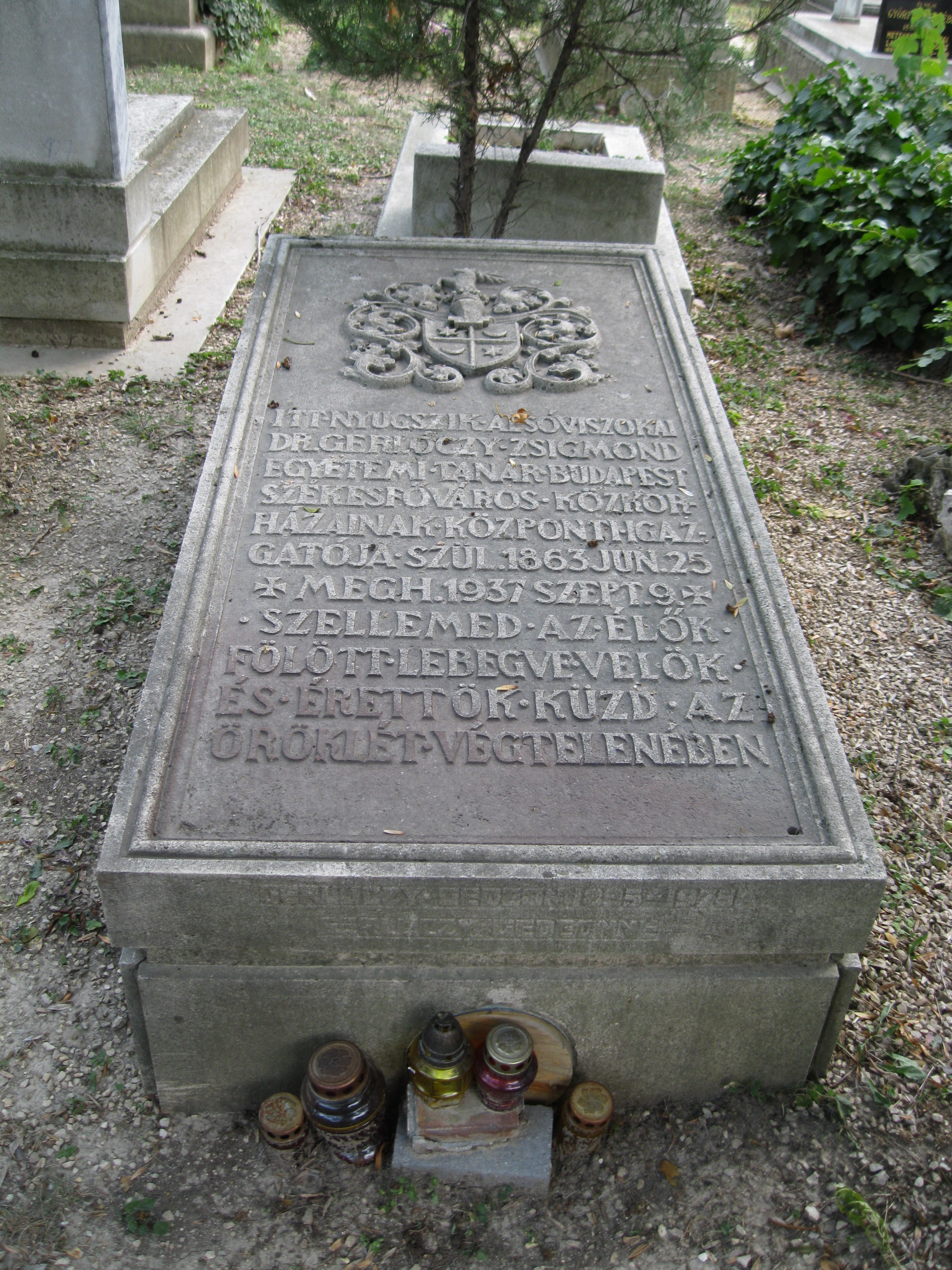
Gerlóczy Zsigmond és Gerlóczy Gedeon sírja a Farkasréti temetőben

Orvosi oklevelét 1887-ben a pesti orvosi karon szerezte meg. 1887–1890-ben a budapesti I. sz. belklinikán működött, 1890-től a Szent Rókus Kórház főorvosa, 1901–1927 között igazgatója. 1898-ban a fertőző betegségek egyetemi magántanára, 1901-től a műegyetemen az iparegészségügy előadója, 1912-ben a fertőző betegségek c. rk. tanára. 1927–1930-ban a fővárosi kórházak igazgatója. Fertőző betegségekkel, higiénével foglalkozott. Az Egészség (1901-től), az Ifjúság és egészség, Az egészség könyvtárának a szerkesztője. 1921-től haláláig az Országos Közegészségügyi Tanács elnöke, 1924-től a budapesti Orvosszövetség elnöke, 1927-től felsőházi tag volt.

## Házassága és gyermekei
Feleségül vette a nemesi származású galántai Fodor családból való galántai Fodor Margit (Pest, 1868. szeptember 2.–Budapest, 1897. június 16.) kisaszsonyt, akinek a szülei galántai Fodor József (1843–1901), orvos, miniszteri tanácsos, a magyar tudományos egyetem rektora és orvostudományi karának a dékánja, egyetemi tanár, a III. osztályú vaskorona rend- és a II. osztályú Szent-Száva rend lovagja, és Reisinger Amália (1848–1892) voltak. Gerlóczy Zsigmond és Fodor Margit frigyéből született:
- alsóviszokai Gerlóczy Gedeon (1895-1975) magyar építész, Csontváry hagyatékának megmentője.
- alsóviszokai Gerlóczy Géza belgyógyász
- alsóviszokai Gerlóczy Edith

## Főbb művei
- Köztisztaságról, Budapest, 1890
- Egészségtan, Budapest, 1890
- Gesundheitslehre, Budapest, 1891
- Budapest fürdői és ásványvizei (dr. Hankó Vilmossal), Budapest, 1891
- A mérgezésekről, Budapest, 1907
- A fertőző betegségekről és az azok ellen való védekezésről, Budapest, Franklin Társulat, 1908
- Diagnosztikus nehézségek fertőzéses májbetegségekkor, Budapest, 1913
- Egészségügyi ismeretek, Budapest, 1927
- Fertőző betegségek és az iskola, Budapest, 1928
- Fodor József Egészségtana, Lampel R. (Wodianer F. és fiai) Könyvkiadóvállalat